# Жепішев
Жепішев (пол. Rzepiszew) — село в Польщі, у гміні Шадек Здунськовольського повіту Лодзинського воєводства.
Населення — 191 особа (2011).
У 1975—1998 роках село належало до Серадзького воєводства.

## Демографія
Демографічна структура станом на 31 березня 2011 року:
|          | Загалом | Допрацездатний вік | Працездатний вік | Постпрацездатний вік |
| -------- | ------- | ------------------ | ---------------- | -------------------- |
| Чоловіки | 97      | 11                 | 66               | 20                   |
| Жінки    | 94      | 17                 | 51               | 26                   |
| Разом    | 191     | 28                 | 117              | 46                   |